# نیکلا بیدوس
نیکلا بیدوس (فرانسوی: Nicolas Bedos‎؛ زادهٔ ۲۱ آوریل ۱۹۸۰) کارگردان نمایش، کمدین، هنرپیشه، نمایشنامه‌نویس، فیلم‌نامه‌نویس، و کارگردان فیلم اهل فرانسه است.